# シアタークリエ
シアタークリエ（英語：Theatre Creation）は、東京都千代田区有楽町の日比谷地区にある劇場である。18階建ての「東宝シアタークリエビル」の1階と地下1、2階にある。
2005年3月をもって閉館した芸術座に代わり、東宝本社ビルを全面的に建て替え、2007年11月7日にオープンした。

## 概要
名前は「theatre creation」の略したものである。ターゲットを20代から40代までの女性に絞り、支配人・プロデューサーは全て女性が起用されている。
旧芸術座の収容人数750席に対しシアタークリエは、611席＋補助席7席となっている。見易い座席を追求し、音響・照明設備などに最新技術を取り入れた。また、予約制ではあるが、車椅子のまま観劇できる席を2つ設けてある。
こけら落とし公演は、三谷幸喜作の『恐れを知らぬ川上音二郎一座』である。続いて2008年1月から3月にかけて森光子主演の『放浪記』が上演された。客席数は611席。

## 上演作品リスト
2007年
- 恐れを知らぬ川上音二郎一座（11月7日 - 12月30日）

2008年
- 放浪記（1月7日 - 3月30日）
- レベッカ（4月6日 - 6月30日）
- デュエット（7月5日 - 7月27日）主演：保坂知寿、石井一孝
- 宝塚BOYS（8月1日 - 8月31日）
- 青猫物語（9月5日 - 9月28日）
- 私生活（10月3日 - 10月31日）
- RENT（11月7日 - 12月30日）

2009年
- スーザンを探して（1月6日 - 3月5日）
- ニュー・ブレイン（3月11日 - 4月29日）主演：石丸幹二、マルシア
- この森で、天使はバスを降りた（5月5日 - 5月31日）主演：大塚ちひろ、剣幸
- ゼブラ（6月9日 - 6月29日）主演：斉藤由貴、星野真里（急病で降板した檀れいの代役）、山崎静代、大沢あかね
- 異人たちとの夏（7月4日 - 7月25日）主演：椎名桔平、内田有紀、甲本雅裕、池脇千鶴、羽場裕一
- ブラッド・ブラザーズ（8月7日 - 9月27日）主演：鈴木亜美、武田真治、岡田浩暉、藤岡正明、田代万里生
- ガス人間第1号（10月3日 - 10月31日）主演：中山エミリ、高橋一生、中村中、伊原剛志
- グレイ・ガーデンズ（11月7日 - 12月6日）主演：大竹しのぶ、草笛光子
- シー・ラヴズ・ミー（12月12日 - 2010年1月31日）主演：薮宏太、神田沙也加

2010年
- THE 39 STEPS -秘密の暗号を追え!-（2月6日 - 3月4日）主演：石丸幹二、浅野和之、高岡早紀、今村ねずみ
- ガーネット・オペラ（3月15日 - 3月25日）主演：宮野真守、入野自由
- ガイズ&ドールズ（4月3日 - 4月30日）主演：内博貴、笹本玲奈、高橋由美子、錦織一清
- 放浪記（5月・6月）⇒森光子の体調を考慮し公演中止
- オレの内（うち）に来てクリエ!/みんなクリエに来てクリエ!（5月）主演：内博貴 with Question?/A.B.C-Z
- 2010RENT上演記念 TOSHIHO"TWO VOICES"（6月7日）出演：米倉利紀、Fried Pride
- ミュージカル「ニュー・ブレイン」ガラコンサート（6月12日）
- M.クンツェ&S.リーヴァイの世界 クリエ ミュージカル・コンサート（6月18日 - 6月27日）
- まさかのCHANGE?!（7月3日 - 7月18日）主演：玉野和紀、大和悠河、保坂知寿
- SHOW-ism DRAMATICA/ROMANTICA（7月20日 - 7月22日）出演：彩吹真央、金志賢、新妻聖子、井上芳雄
- 真夏の大運動会（7月25日 - 8月1日）
- 宝塚BOYS（8月6日 - 9月1日）
- 奇跡のメロディ〜渡辺はま子〜物語（9月6日 - 9月23日）主演：斉藤由貴、陣内智則、古村比呂、森次晃嗣、古谷一行
- RENT（10月7日 - 11月23日）
- プライド（12月1日 - 19日）主演：笹本玲奈、新妻聖子
- アンナ・カレーニナ（12月25日 - 2011年2月6日）主演：一路真輝、瀬奈じゅん、伊礼彼方、葛山信吾、遠野あすか

2011年
- 深説・八犬伝（2月11日 - 2月24日）主演：高橋一生、羽場裕一、保坂知寿
- ウェディング・シンガー（3月6日 - 3月29日）主演：井上芳雄、上原多香子
- CLUB SEVEN 7th stage!（4月3日 - 4月17日）
- SHOW-ismII -Sketches with Body and Music- Underground Parade（4月20日 - 4月24日）
- みんなクリエに来てクリエ! 2011（4月29日 - 5月29日）主演：A.B.C-Z
- 風を結んで（6月4日 - 6月19日）主演：中川晃教、藤岡正明、小西遼生、大澄賢也、大和悠河
- 姉妹たちの庭で（6月24日 - 7月10日）主演：佐久間良子、浅丘ルリ子、江波杏子、安奈淳、田村亮、渡辺哲
- ニッポン無責任新世代（7月15日 - 7月30日）主演：原田泰造
- ROCK MUSICAL BLEACH（8月4日 - 8月30日）
- わらいのまち（9月4日 - 9月24日）主演：宅間孝行、片桐仁、岡田義徳、田畑智子、柴田理恵
- ゲゲゲの女房（9月29日 - 10月7日）主演：水野美紀、渡辺徹、大和田獏、梅垣義明
- ピアフ（10月13日 - 11月6日）主演：大竹しのぶ
- ヴィラ・グランデ 青山（11月11日 - 11月27日）主演：竹中直人、生瀬勝久
- KREVAの新しい音楽劇　最高はひとつじゃない（11月30日 - 12月1日）
- GOLD -カミーユとロダン-（12月8日 - 12月28日）主演：新妻聖子、石丸幹二、伊礼彼方

2012年
- アイ・ガット・マーマン（1月3日 - 1月19日）主演：諏訪マリー、田中利花、中島啓江
- ミュージカル ハムレット（2月1日 - 2月22日）主演：井上芳雄、昆夏美、伊礼彼方
- M.クンツェ&S.リーヴァイの世界〜2nd Season〜 ウィーン・ミュージカルコンサート（2月26日 - 3月7日）
- 幻蝶（3月12日 - 4月4日）主演：内野聖陽、田中圭
- 道化の瞳（4月10日 - 4月24日）主演：屋良朝幸、彩吹真央、保坂知寿、小堺一機
- ジャニーズ銀座『Youの前にはMeがいる!』（4月27日 - 6月3日）出演：Kis-My-Ft2、A.B.C-Z
- 飛び加藤〜幻惑使いの不惑の忍者〜（6月10日 - 6月26日）主演：筧利夫、佐渡川愛美、細田よしひこ、三上市朗、涼風真世
- ええから加減（7月1日 - 7月29日）主演：藤山直美、高畑淳子、田山涼成、赤井英和
- songs for a new world（8月1日 - 8月7日）出演：浦井健治、昆夏美、濱田めぐみ、米倉利紀
- CLUB SEVEN 8th stage!（8月12日 - 26日）
- ダディ・ロング・レッグズ　～足ながおじさんより～（9月2日 - 9月19日、2013年1月5日 - 1月9日）出演：井上芳雄、坂本真綾
- CROSS ROAD〜悪魔のヴァイオリニスト ニコロ・パガニーニ〜 (9月22日 - 23日）出演：紫吹淳、林原めぐみ、山寺宏一
- デュエット（9月28日 - 10月10日）出演：内博貴、和音美桜
- DRAMATICA/ROMANTICA V（10月14日 - 10月23日）出演：彩吹真央、金志賢、新妻聖子、井上芳雄
- RENT（10月30日 - 12月2日）
- Chanson de 越路吹雪　ラストダンス（12月4日 - 12月19日）主演：瀬奈じゅん、斉藤由貴
- シアタークリエ　5th Anniversary ONE-HEART MUSICAL FESTIVAL（12月25日 - 2013年1月3日）

2013年
- ダディ・ロング・レッグズ　～足ながおじさんより～（1月5日 - 1月9日）出演：井上芳雄、坂本真綾
- ピアフ（1月16日 - 2月13日）主演：大竹しのぶ
- ZANNA　ザナ ～a musical fairy tale～（2月18日 - 2月23日）(公式twitter)
- ウェディング・シンガー（3月1日 - 3月20日）主演：井上芳雄、高橋愛
- 私のダーリン（3月26日 - 4月14日）主演：黒木瞳
- トゥモロー・モーニング（3月26日 - 4月14日）出演：石井一孝、島田歌穂、田代万里生、新妻聖子
- 天翔ける風に（6月10日 - 6月25日）主演：朝海ひかる、石井一孝
- SHOW-ism VI　 TATTOO 14（6月29日 - 7月6日）出演：水夏希、シルビア・グラブ、保坂知寿　ほか  (公式twitter)
- ONE-HEART MUSICALFESTIVAL 2013 夏（7月12日 - 7月18日）
- 宝塚BOYS（7月23日 - 8月11日）
- マイ・ロマンティック・ヒストリー　〜カレの事情とカノジョの都合〜（8月16日 - 8月26日）出演：池内博之、中越典子　他
- HYPNAGOGIA（8月28日 - 8月29日）出演：北村有起哉、彩吹真央、米倉利紀
- Next to Normal（9月6日 - 9月29日）出演：安蘭けい／シルビア・グラブ（Wキャスト）、小西遼生／辛源（Wキャスト） 他(公式twitter)
- SONG WRITERS（10月5日 - 10月30日）出演：屋良朝幸、中川晃教、島袋寛子　他
- ええから加減（11月3日 - 11月26日）
- CLUB SEVEN 9th stage!（12月1日 - 12月19日）
- 渇いた太陽（12月21日 - 12月29日）出演：浅丘ルリ子、上川隆也　他

2014年
- クリエ・ミュージカル・コレクション（1月4日 - 1月23日）
- KREVAの新しい音楽劇「最高はひとつじゃない 2014」（1月28日 - 2月2日）出演：宮野真守、植原卓也、KREVA　他
- Paco〜パコと魔法の絵本〜 from ガマ王子 vs ザリガニ魔人（2月7日 - 2月25日）出演：谷花音／キッド咲麗花（Wキャスト）、西岡徳馬、吉田栄作　他
- ダディ・ロング・レッグズ　～足ながおじさんより～（3月1日 - 3月22日）
- SHOW-ism Ⅶ　「ピトレスク」（3月27日 - 4月3日）出演：クミコ、中川晃教、岡本知高、彩輝なお、J Kim、風花舞、舘形比呂一、保坂知寿 他  (公式twitter)
- Love Chase!!（4月9日 - 4月24日）出演：紫吹淳、水夏希、玉野和紀　他
- ジャニーズ銀座（4月28日 - 6月4日）
- BACK STAGE（6月8日 - 6月15日）出演：相葉裕樹、植原卓也、鈴木砂羽 他
- キャッチ・ミー・イフ・ユー・キャン (6月21日 - 7月13日) 翻訳・訳詞・演出：荻田浩一 
出演： 松岡充、今井清隆、新妻聖子 ・ 菊地美香(Wキャスト)、治田敦、小野妃香里、戸井勝海、彩吹真央　ほか
- マホロバ (7月17日 - 7月27日) 作・演出：西森英行  (公式twitter)
出演： 村井良大、佐々木喜英、彩輝なお、彩乃かなみ、サントス・アンナ、岸祐二、清水順二、大和田獏、佐藤アツヒロ　ほか
- タイトル・オブ・ショウ[title of show] (8月1日 - 8月11日) 翻訳・訳詞・演出：福田雄一 音楽監督：八幡 茂 
出演：浦井健治、柿澤勇人、玉置成実、佐藤仁美
- ONE-HEART MUSICALFESTIVAL 2014 夏 (8月16日 - 8月27日) 演出・振付：上島雪夫 出演：日替わりでの出演
- シェルブールの雨傘 (9月2日 - 9月21日) 演出・振付：謝珠栄 
出演：井上芳雄　野々すみ花　鈴木綜馬　大和田美帆　出雲綾　香寿たつき　ほか
- SOUND THEATRE eclipse (9月23日 - 9月29日) 原作・脚本・演出：藤沢文翁 音楽監督・ヴァイオリン：土屋雄作 
出演：碓井将大、伊礼彼方、山寺宏一、寿 美菜子／豊崎愛生(Wキャスト)、真琴つばさ
- 道化の瞳 (10月5日 - 10月25日) 作・演出・振付・出演：玉野和紀 
出演：屋良朝幸、梶原 善、彩吹真央、中河内雅貴、上口耕平、大真みらん、白華れみ、佐藤洋介、畠中　洋、保坂知寿
- 夫が多すぎて (10月30日 - 11月17日) 作：サマセット・モーム 演出：板垣恭一 
出演：大地真央、石田純一、徳井優、水野久美、中村梅雀　ほか
- ファースト・デート (11月22日 - 12月4日) 演出：山田和也 
出演：中川晃教、新妻聖子　ほか
- ロンドン版　ショーシャンクの空に (12月11日 - 12月29日) 演出：白井晃 
出演：佐々木蔵之介、國村 隼　ほか

2015年
- クリエンターレ（1月3日 - 1月7日）出演：ESCOLTA、岡本知高、加耒 徹、彩乃 かなみ、北野 里沙　他
- スタンド・バイ・ユー　－家庭内再婚－（1月12日 - 1月27日）脚本：岡田惠和　演出：堤幸彦　出演：ミムラ、戸次重幸、真飛聖、勝村政信、モト冬樹　他
- SHOW-ism VIII 『∞ ／ ユイット』（2月1日 - 2月15日） 作・演出：小林香　出演：井上芳雄、蘭寿とむ、彩吹真央　他 (公式twitter)
- クリエ・ミュージカル・コレクション 2（2月20日 - 2月11日）演出：山田和也　出演：大塚千弘、涼風真世、岡田浩暉、中川晃教、山口祐一郎　他
- 斉藤由貴30TH ANNIVERSARY CONCERT（3月13日 - 3月15日）出演：斉藤由貴、武部聡志(ゲスト)、谷山浩子(ゲスト)　他
- 死と乙女（3月19日 - 3月28日）作：アリエル・ドーフマン　演出：谷 賢一　出演：大空祐飛、風間杜夫 他
- CLUB SEVEN 10th stage!（4月2日 - 4月20日）脚本・構成・演出・振付・出演：玉野和紀 出演：東山義久、西村直人、中河内雅貴　他
- ジャニーズ銀座2015（4月24日 - 6月1日）
- おもろい女（6月5日 - 6月30日）作：小野田勇　潤色・演出：田村孝裕　出演：藤山直美、渡辺いっけい、黒川芽以　他
- 音楽劇『ライムライト』(7月5日 - 7月15日)  上演台本：大野裕之／演出：荻田浩一 出演：石丸幹二・野々すみ花、良知真次、吉野圭吾、植本潤、佐藤洋介、舞城のどか、保坂知寿
- a new musical　SONG　WRITERS(7月20日 - 8月9日)  脚本・作詞・音楽プロデュース：森雪之丞 演出：岸谷五朗 出演：屋良朝幸　中川晃教　島袋寛子　他
- ミュージカル『貴婦人の訪問～THE VISIT～』(8月13日 - 31日)  演出：山田和也 出演：山口祐一郎、涼風真世、春野寿美礼、今井清隆、石川 禅、今 拓哉、中山 昇　他
- RENT(9月8日 - 10月9日)   演出：マイケル・グライフ   
出演：村井良大、堂珍嘉邦/ユナク(超新星)、ジェニファー/Sowelu、加藤潤一/TAKE(Skoop On Somebody)、平間壮一/IVAN、上木彩矢/ソニン、宮本美季、Spi ほか ※各役アルファベット順
- 放浪記(10月14日 - 11月10日) 作：菊田一夫 潤色：三木のり平 演出：北村文典 
出演：仲間由紀恵、若村麻由美、永井 大、羽場裕一、村田雄浩　ほか
- ブロッケンの妖怪(11月12日 - 29日) 作・演出：倉持 裕 
出演：竹中直人、生瀬勝久、佐々木 希、大貫勇輔、安藤 聖、田口浩正、高橋惠子
- REPAIR～アナタの人生、修理（リペア）しませんか？～(12月5日 - 14日) 作：G2 演出：寺﨑秀臣 
出演：ふぉ～ゆ～（松崎祐介・辰巳雄大・福田悠太・越岡裕貴）、唯月ふうか、林田一高、西岡德馬
- ドッグファイト(12月17日 - 30日) 作曲・作詞：ベンジ・パセック＆ジャスティン・ポール 脚本：ピーター・ドゥシャン 演出：山田和也 
出演：屋良 朝幸、ラフルアー宮澤エマ、中河内 雅貴、矢崎 広、浜中 文一（関西ジャニーズJr.）、末澤 誠也（関西ジャニーズJr.）、新井 俊一、まりゑ、春風 ひとみ、戸井 勝海、保坂 知寿

2016年
- 花より男子 The Musical (1月5日～24日) 脚本：青木 豪 演出：鈴木裕美 音楽：本間昭光 
出演：松下優也(X4)、白洲 迅、真剣佑、上山竜治、加藤梨里香、木村了、古畑奈和（SKE48）、玉置成実、生田智子、吉野圭吾 ほか
- THE Sparkling Voice ―10人の貴公子たち― (1月28日～2月1日) 構成・演出：荻田浩一 
出演：涼風真世（1/29・30・2/1出演）、一路真輝、真琴つばさ、香寿たつき、姿月あさと、彩吹真央（1/28・31出演）、LE VELVETS
- ピアフ (2月7日～3月13日) 演出：栗山民也 
出演：大竹しのぶ　ほか
- SHOW HOUSE『GEM CLUB』 (3月19日～4月1日) 作・演出・振付：玉野和紀 
出演：玉野和紀、中河内雅貴、相葉裕樹、植原卓也、矢田悠祐、高橋龍輝、荒田至法、大久保祥太郎、渡辺崇人、石川新太、原田優一、愛加あゆ、紫吹淳
- エドウィン・ドルードの謎 (4月4日～25日) 演出：福田雄一 
出演：山口祐一郎、壮 一帆、平野 綾、水田航生、瀬戸カトリーヌ、コング桑田、今 拓哉、保坂知寿 ほか
- ジャニーズ銀座 2016 (4月29日～5月31日)
- ラディアント・ベイビー～キース・ヘリングの生涯～ (6月6日～22日) 演出：岸谷五朗 
出演：柿澤勇人、平間壮一、知念里奈、松下洸平 ほか  (公式twitter)
- ジャージー・ボーイズ (7月1日～31日,《プレビュー公演》6月29日～30日) 演出：藤田俊太郎 
出演：中川晃教、藤岡正明/中河内雅貴（Wキャスト）、海宝直人/矢崎 広（Wキャスト）、福井晶一/吉原光夫（Wキャスト） ほか
- 頭痛肩こり樋口一葉 (8月5日～25日) 作：井上ひさし 演出：栗山民也 音楽：宇野誠一郎 
出演：永作博美、三田和代、熊谷真実、愛華みれ、深谷美歩、若村麻由美
- クリエ　プレミア音楽朗読劇　『VOICARION～ヴォイサリオン～』 (8月27日～9月5日)原作・脚本・演出：藤沢文翁 作曲・音楽監督：小杉紗代
- 縁～むかしなじみ～ (9月11日～9月25日) 作・演出：大森 博 
出演：ふぉ～ゆ～（福田悠太・越岡裕貴・辰巳雄大・松崎祐介）ほか
- 雪まろげ (9月28日～10月19日) 作：小野田勇 脚本・演出：田村孝裕 
出演：高畑淳子、榊原郁恵、柴田理恵、青木さやか、山崎静代（南海キャンディーズ）、湖月わたる、的場浩司 ほか
- 一人二役 ～殺したいほどジュテーム～ (10月22日～11月8日) 原作：ロベール・トマ 『DOUBLE JEU』上演台本・演出：福島三郎 
出演：大地真央、森公美子、山崎一、おかやまはじめ、木津誠之、権藤昌弘、益岡 徹
- ミュージカル『貴婦人の訪問～THE VISIT～』(11月12日～12月4日) 演出：山田和也 
出演：山口祐一郎、涼風真世、瀬奈じゅん、今井清隆、石川 禅、今 拓哉、中山 昇 ほか
- ナイスガイinニューヨーク ～COME BLOW YOUR HORN～ (12月7日～27日) 原作：ニール・サイモン 「カム・ブロー・ユア・ホーン」 上演台本・演出：福田雄一 
出演：井上芳雄、間宮祥太朗、吉岡里帆、愛原実花、石野真子、高橋克実

2017年
- お気に召すまま (1月4日～2月4日) (公式twitter)
出演：柚希礼音、ジュリアン、橋本さとし、横田栄司、伊礼彼方、芋洗坂係長、マイコ、小野武彦　ほか
- クリエ・ミュージカル・コレクション 3 (2月9日～3月5日) 構成・演出：山田和也 
出演：大塚千弘、涼風真世、瀬奈じゅん、保坂知寿、岡田浩暉、今 拓哉、田代万里生、吉野圭吾、山口祐一郎 ほか
- THE Sparkling Voice Ⅱ ―10人の貴公子たち― (3月9日～15日) 構成・監修：荻田浩一 演出：伴・眞里子 音楽スーパーバイザー：塩田明弘 
出演：涼風真世、真琴つばさ、香寿たつき、姿月あさと、彩吹真央、石川 禅、泉見洋平、上口耕平、上原理生、藤岡正明
- キューティ・ブロンド (3月21日～4月3日) 演出：上田一豪 音楽・詞：ローレンス・オキーフ&ネル・ベンジャミン 脚本：ヘザー・ハック 
出演：神田沙也加、佐藤隆紀、植原卓也、樹里咲穂、新田恵海、木村花代、長谷川初範 ほか
- きみはいい人、チャーリー・ブラウン (4月9日～25日) 脚本・音楽・詞：クラーク・ゲスナー 追加脚本：マイケル・メイヤー 追加音楽・詞：アンドリュー・リッパ 訳詞・演出：小林 香 (公式twitter)
出演：村井良大、高垣彩陽、田野優花(AKB48)、古田一紀、東山光明、中川晃教、声の出演：大和悠河
- ジャニーズ銀座 2017 (4月29日～6月4日)
- 春風亭小朝のクリエで落語 (6月18日) 出演：春風亭小朝　桂歌丸
- CLUB SEVEN -ZERO- (6月8日～22日) 構成・脚本・作詞・訳詞・演出・振付・出演：玉野和紀 (公式twitter)
出演：玉野和紀、吉野圭吾、東山義久、西村直人、原田優一、蘭乃はな、香寿たつき
- 瀬奈じゅん25周年コンサート (6月23日～25日) 演出：三木章雄　出演：瀬奈じゅん
- RENT (7月2日～8月6日) 脚本・歌詞・音楽：ジョナサン・ラーソン 演出：マイケル・グライフ 日本版リステージ：アンディ・セニョール Jr (公式twitter)
出演：村井良大、堂珍嘉邦/ユナク(超新星)、青野紗穂/ジェニファー、光永泰一朗、平間壮一/丘山晴己、上木彩矢/紗羅マリー、宮本美季、NALAW（CODE-V） ほか ※各役アルファベット順
- GACHI ～全力entertainment4U～ (8月11日～27日) 原案：ふぉ～ゆ～ 構成・演出：寺﨑秀臣 音楽・音楽監督：佐藤泰将 振付：s**t kingz 他 
出演：ふぉ～ゆ～、香寿たつき　他
- クリエプレミア音楽朗読劇『VOICARIONⅡ～GHOST CLUB～』 (8月31日～9月7日) 原作・脚本・演出：藤沢文翁 作曲・音楽監督：小杉紗代 (公式twitter)
出演：鈴村健一、津田健次郎、皆川純子、渡辺徹、梶　裕貴、諏訪部順一、竹内順子、石井正則、石田　彰、中村悠一、小野友樹、浪川大輔、小野賢章、春野寿美礼、紫吹　淳、妃海　風、朴　璐美、山口勝平、平田広明（出演日順）
- 一路真輝35周年コンサート (9月8日～10日) 監修：小池修一郎 演出：中村一徳 出演：一路真輝
- ミッドナイト・イン・バリ　～史上最悪の結婚前夜～ (9月15日～29日)脚本：岡田惠和 演出：深川栄洋 音楽：荻野清子 
出演：栗山千明、溝端淳平、浅田美代子、中村雅俊

| 上演期間          | タイトル                                                | 演出などスタッフ             | 出演 | 備考                              |
| ----------------- | ------------------------------------------------------- | ---------------------------- | --- | --------------------------------- |
| 2017.10.4～28     | 土佐堀川 近代ニッポン―女性を花咲かせた女 広岡浅子の生涯 | 演出：田村孝裕               | 高畑淳子、赤井英和、田山涼成、小松政夫、葛山信吾、南野陽子、 芋洗坂係長、越智静香、武岡淳一、矢部太郎、篠田光亮、紫とも、三倉茉奈 ほか                                 | 『ええから加減』からの演目変更 。 |
| 2017.11.7         | レジェンド・オブ・ミュージカル in クリエて              |                              | ホスト：井上芳雄 ゲスト：草笛光子、島田歌穂 |                                   |
| 2017.11.1～11.24  | ダディ・ロング・レッグズ ～足ながおじさんより～         | 脚本・演出：ジョン・ケアード | 井上芳雄、坂本真綾 |                                   |
| 2017.11.28～12.11 | 誰か席に着いて                                          | 作・演出：倉持 裕            | 田辺誠一、木村佳乃、片桐 仁、倉科カナ、福田転球、富山えり子 |                                   |
| 2017.12.14～12.30 | ドッグファイト                                          | 演出：山田和也               | 屋良 朝幸、宮澤エマ、中河内 雅貴、矢田悠祐、 浜中 文一（関西ジャニーズJr.）、末澤 誠也（関西ジャニーズJr.）、 木内健人、七瀬りりこ、春風 ひとみ、ひのあらた、保坂 知寿 |                                   |
| 2018.1.4～1.31    | シアタークリエ１０周年記念コンサート『TENTH』           | 総合演出：小林 香            | ※日によってキャストが変わります | 公式twitter                       |